# Cimetière militaire allemand de Cheppy
Le cimetière militaire allemand de Cheppy est un cimetière militaire de la Grande Guerre, situé sur le territoire de la commune de Brieulles-sur-Meuse, dans le département de la Meuse.

## Historique
Le cimetière allemand de Cheppy a été créé dès le début de la Grande Guerre, à la fin du mois de septembre 1914. On y inhuma, dans un premier temps, les dépouilles des soldats allemands tués dans les combats de l'Argonne, de septembre 1914. La Bataille de Verdun et les combats d'Argonne, conduisirent à y inhumer les corps de soldats allemands victimes de ses affrontements particulièrement violents.
Durant l'Entre-deux-guerres, on y transféra les dépouilles de soldats allemands retrouvés dans la forêt d'Argonne jusque 1939. Le 30 novembre 2009, on y inhuma les corps de 35 soldats allemands, dont trois ont pu être identifiés, mis au jour lors d'une fouille archéologique sur la butte de Vauquois.

## Caractéristiques
Le cimetière allemand de Cheppy compte 6 130 dépouilles dont 2 341 reposent dans des tombes individuelles. 3 789 sont inhumés dans deux ossuaires dont 3 566 n'ont pu être identifiés. 
Au centre du cimetière a été érigée une grande croix en métal. Les tombes individuelles sont matérialisées par des croix en métal, sauf plusieurs tombes de soldats allemands israélites, qui sont surmontées d'une stèle appropriée. Des plaques commémoratives complètent le dispositif mémoriel. 